# The Mummy (1959)
The Mummy (bra: A Múmia) é um filme de terror da produtora britânica Hammer Film Productions, estrelado por Christopher Lee e Peter Cushing, feito em 1959. Seguindo a esteira dos sucessos das refilmagens de Drácula e Frankenstein, mais um monstro clássico da Universal Pictures filmado em 1932, originalmente estrelado por Boris Karloff, ganhou nova vida em cores. Foi exibido na TV brasileira com o título A Múmia de Ananka. Faz parte da franquia de filmes A Múmia.

## Sinopse
Stephen Banning (Aylmer) e seu filho John (Cushing) viajam ao Egito, em busca das relíquias arqueológicas do túmulo da Princesa Ananka (Furneaux). Mesmo avisados quanto ao risco que corriam, ignoraram tais ameaças e profanaram a cripta, acordando de seu sono milenar Kharis (Lee), sacerdote condenado a vigiar eternamente o túmulo, gerando uma série de terríveis acontecimentos.

## Elenco
| Ator/Atriz        | Papel                            |
| ----------------- | -------------------------------- |
| Peter Cushing     | John Banning                     |
| Christopher Lee   | Kharis                           |
| Yvonne Furneaux   | Isobel Banning / Princess Ananka |
| Eddie Byrne       | Inspector Mulrooney              |
| Felix Aylmer      | Stephen Banning                  |
| Raymond Huntley   | Joseph Whemple                   |
| George Pastell    | Mehemet Bey                      |
| George Woodbridge | P.C. Blake                       |
| Harold Goodwin    | Pat                              |
| Denis Shaw        | Mike                             |
| Willoughby Gray   | Dr. Reilly                       |
| Michael Ripper    | Poacher                          |